# Ruth Belville
Elizabeth Ruth Naomi Belville, nota anche come Signora del tempo di Greenwich (Londra, 5 marzo 1854 – Londra, 7 dicembre 1943), è stata un'imprenditrice britannica.
Insieme alla madre Maria Elizabeth e al padre John Henry vendeva il tempo esatto. Ciò avveniva regolando un orologio sul Tempo Medio di Greenwich, mostrato dall'orologio di Greenwich, e facendo vedere l'orologio ai clienti.

## Biografia

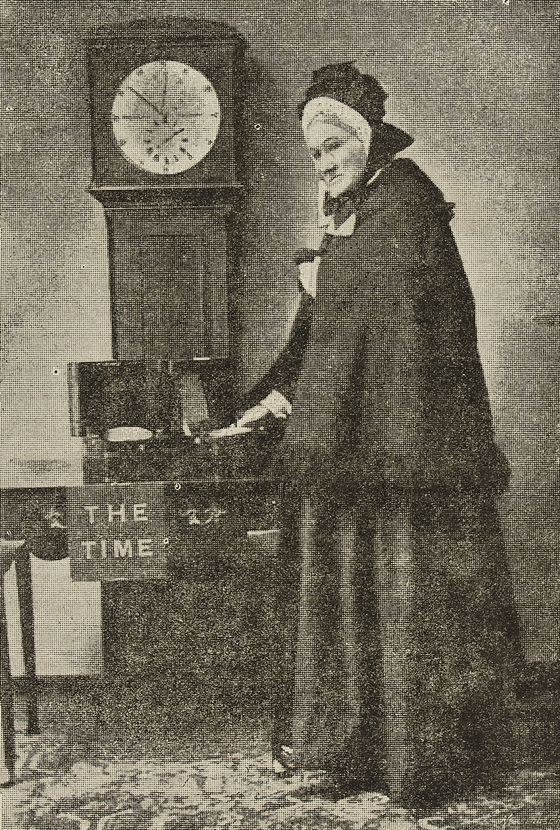
Maria Belville, 1892

Il padre di Ruth Belville, John Henry Belville, creò un servizio per 200 clienti nel 1836. Ogni mattino John Henry andava all'Osservatorio di Greenwich, dove lavorava, e aggiustava l suo orologio sul Tempo Medio di Greenwich. Ripartiva poi sulla sua carrozza e correggeva il tempo degli orologi dei suoi clienti abbonati al servizio basandosi sul proprio orologio.
John Henry mantenne questo servizio fino alla sua morte nel 1856. Alla sua vedova Maria, fu concesso di continuare a fornire il servizio come forma di mantenimento fino al suo ritiro nel 1892, quando aveva ormai superato gli ottanta anni di età. A questo punto Ruth Belville la sostituì. Ruth continuò a fornire il servizio fino al 1940, quando la Seconda Guerra Mondiale era ormai cominciata. Belville era ottantenne quando si ritirò, ma all'età di 86 anni era ancora in grado di compiere il viaggio di dodici miglia da casa sua per raggiungere l'Osservatorio intorno alle nove di mattina. Morì all'età di novanta anni.
L'orologio usato per il servizio era un cronometro da tasca John Arnold No. 485/786, detto "Arnold". Originariamente costruito per il Duca del Sussex l'orologio aveva una custodia d'oro. Quando John Henry ne entrò in possesso, cambiò la cassa in argento perché preoccupato per eventuali ladri. Quando Ruth morì, l'orologio fu lasciato alla Worshipful Company of Clockmakers.

## Critiche
L'attività dei Belville fu attaccata da St John Wynne, direttore della Standard Time Company, che vendeva un servizio di segnale del tempo telegrafico ed era dunque il principale concorrente di Belville. Wynne tenne un discorso allo United Wards Club della city, in cui attaccava Belville, dicendo  "che i suoi [di Belville] metodi erano comicamente datati," insinuando che la Belville usasse la sua femminilità per incrementare il suo servizio.
Il discorso fu pubblicato sul quotidiano  The Times, ma l'articolo non faceva menzione della Standard Time Company e del fatto che l'azienda fosse una concorrente diretta della Belville. In seguito alla pubblicazione dei commenti la Belville fu assediata dai giornalisti interessati al suo servizio e agli eventuali scandali suggeriti dall'articolo di Wynne. La Belville riuscì a gestire la situazione e la pubblicità che ne derivò si tradusse in un aumento delle vendite. La Belville disse che tutto quello che Wynne era riuscito a fare era pubblicità gratuita